# وبالوالدين إحسانا (فلم)
وبالوالدين إحسانا هو فيلم مصري عرض عام 1976، بطولة فريد شوقي وسهير رمزي وسمير صبري ومحمد صبحي، ومن إخراج حسن الإمام.
الفيلم هو إعادة إنتاج لفيلم غضب الوالدين مع بعض الاختلافات ولكن لنفس المخرج حسن الإمام وعرض عام 1952، وبطولة شادية ومحسن سرحان وشكري سرحان.

## قصة الفيلم
(صابر) يعمل ساعيًا في إحدى المصالح الحكومية، يتولى تربية ابنه (محمود) حتى يتخرج، ويسعى لدى المدير من أجل تعيينه، يتنكر محمود لأبيه، ويحس بالخجل من وظيفته كساعي، ويتمرد على أسرته، يتزوج من (لولا) وهي أخت (شوشو) التي تدير منزلا للدعارة، وأمام متطلبات الزوجة يقوم محمود باختلاس مبلغ من الشركة، ويعرف صابر بما فعله ابنه، فيسعى إلى تدبير المبلغ المختلس، ويرجو المدير ألا يبلغ بما فعله ابنه للشرطة، يستولي الأبن على وثيقة ملكية المنزل، مما يدفع بالشركة إلى طرد الوالدين، تصاب ابنة محمود بالمرض، عندما تذهب أمها لولا بها إلى الطبيب يحاول أكرم الذي يحبها من طرف واحد أن يغتصبها، يصل محمود وتنشب بينه وبين أكرم مشاجرة، يقتل فيها زوجته عن طريق الخطأ، ويساق إلى السجن، يتولى صابر وزوجته رعاية ابنة محمود حتى يخرج من السجن.

## طاقم التمثيل
- فريد شوقي: (صابر)
- سهير رمزي: (لولا)
- سمير صبري: (محمود)
- محمد صبحي: (أكرم)
- نبيلة السيد: (شوشو)
- كريمة مختار: (زوجة صابر)
- عمر الحريري: (مدير الشركة)
- شفيق جلال: (دلعو)
- وحيد سيف: (أمين)
- نبيل بدر: (واصف)
- محمد شوقي: (زميل صابر)
- عبد الوهاب خليل: (عبد الوهاب)
- فاروق فلوكس: (فاروق)
- أديب الطرابلسي: (أديب)
- سهير زكي: (راقصة)
- ليلى الإسكندرانية
- نعمات عبد الناصر
- فايزة عبد الجواد
- هدى زكي
- بدرية عبد الجواد
- مطاوع عويس
- محمد أبو حشيش

## فريق العمل
- إخراج: حسن الإمام
- قصة: حسن عبد الوهاب، محمد مصطفى سامي
- سيناريو وحوار: حسن الإمام، محمد مصطفى سامي
- مدير التصوير: وحيد فريد
- مونتاج: رشيدة عبد السلام
- موسيقى تصويرية: مودي الإمام
- إنتاج: أفلام مصر العربية (واصف فايز)
- توزيع: أفلام صوت الفن (محمد عبد الوهاب - عبد الحليم حافظ - وحيد فريد)
- كلمات الزفة: أحمد شوقي
- ألحان الزفة: محمد عبد الوهاب